# Symphonie no 27 de Mozart
Pour les articles homonymes, voir Symphonie no 27.
La Symphonie no 27 en sol majeur, KV 199/161b, a été écrite par Wolfgang Amadeus Mozart à Salzbourg en avril 1773 à l'âge de dix-sept ans.

## Instrumentation
L'œuvre est écrite pour deux flûtes, deux cors, et cordes.

## Structure
La symphonie comprend trois mouvements :
1. Allegro, à 
, en sol majeur, 146 mesures, 2 sections répétées deux fois (mesures 1 à 58, mesures 59 à 146)
2. Andantino grazioso, à 
, en ré majeur, 99 mesures, 2 sections répétées deux fois (mesures 1 à 34, mesures 35 à 99)
3. Presto, à 
, en sol majeur, 323 mesures, 2 sections répétées deux fois (mesures 1 à 110, mesures 111 à 282)

Durée : environ 12 minutes
Introduction de l'Allegro :
La lecture audio n'est pas prise en charge dans votre navigateur. Vous pouvez télécharger le fichier audio.
Introduction de l'Andantino grazioso :
La lecture audio n'est pas prise en charge dans votre navigateur. Vous pouvez télécharger le fichier audio.
Introduction du Presto :
La lecture audio n'est pas prise en charge dans votre navigateur. Vous pouvez télécharger le fichier audio.